# فرهنگ لاپیتا

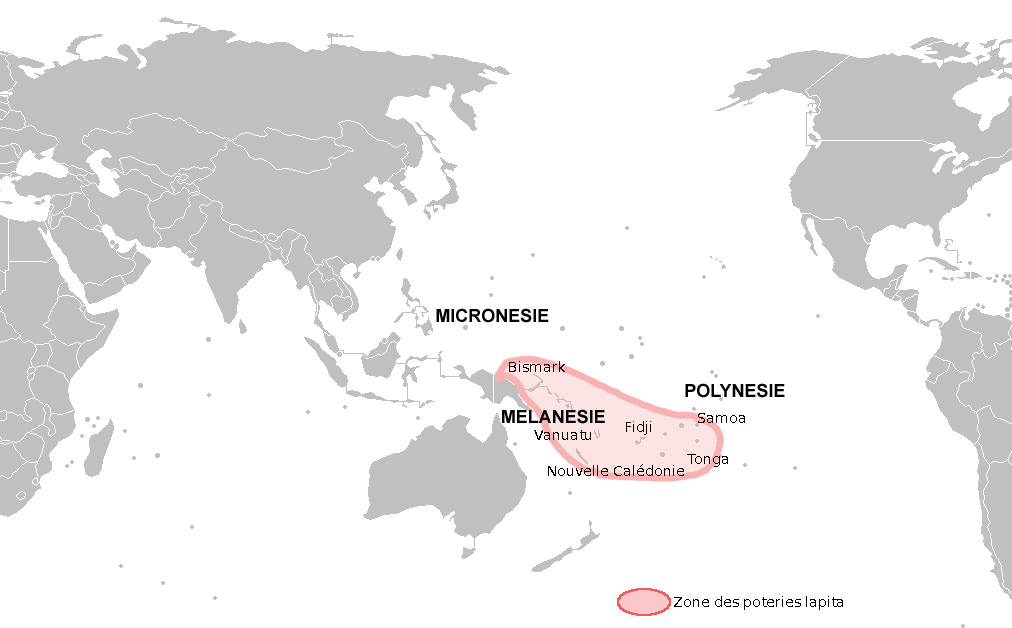
ناحیه شناخته شده فرهنگ لاپیتا

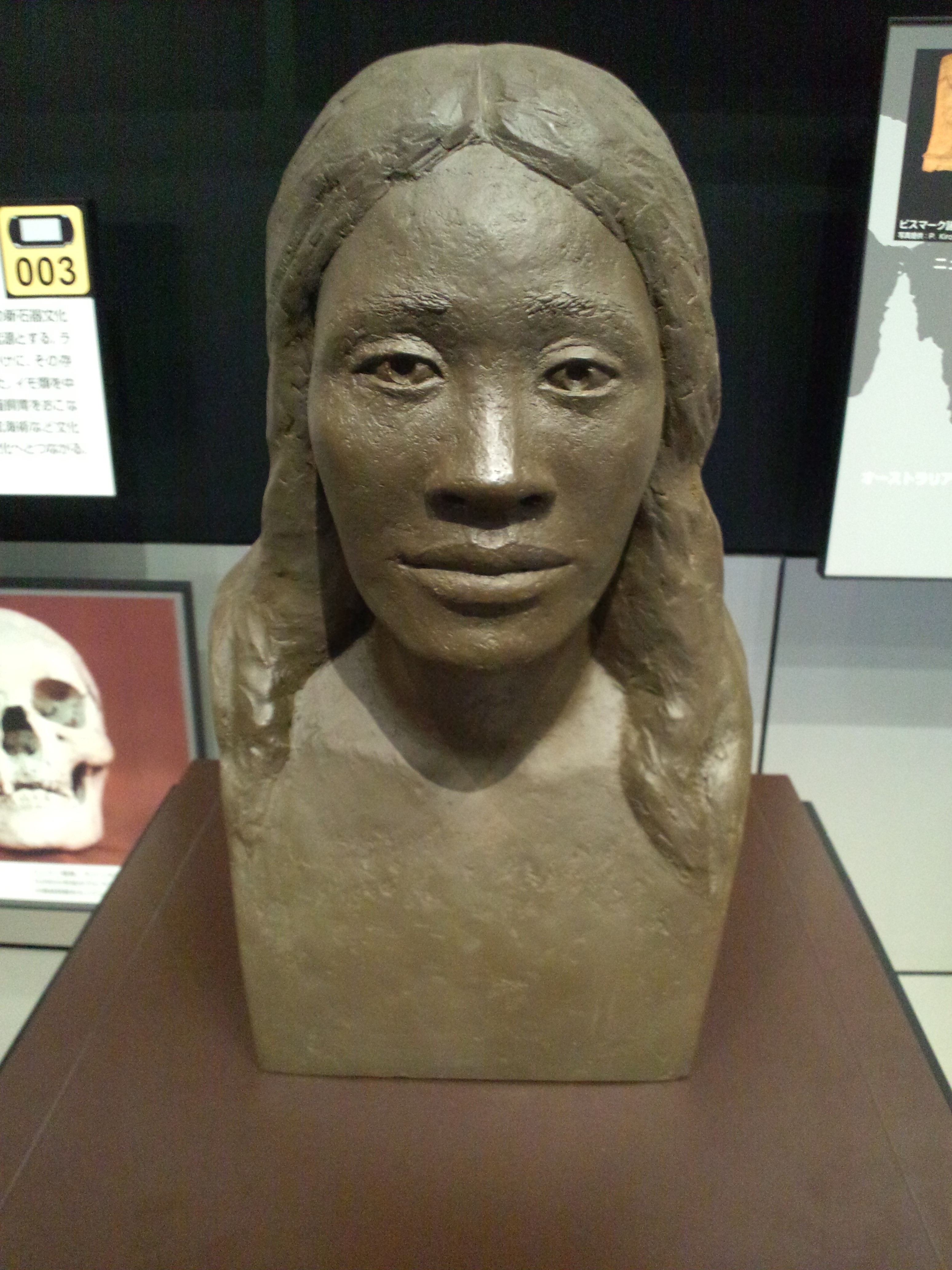
چهره بازسازی شده از یک زن از فرهنگ لاپیتا. موزه ملی قوم‌شناسی (ژاپن)

فرهنگ لاپیتا (به انگلیسی: The Lapita culture) نامی است که به مردمی استرونزیایی در دوران نوسنگی و فرهنگ مادی متمایز ایشان، اطلاق شده است. این مردم که در حدود ۱۶۰۰ تا ۵۰۰ قبل از میلاد از طریق دریا به جزیره ملانزی مهاجرت نموده و در آنجا سکونت گزیدند. اعتقاد بر این است که سرمنشا مردم لاپیتا از شمال فیلیپین یا مستقیماً از طریق جزایر ماریانا یا از هر دو بوده است. این مردم به دلیل استفاده از طرح‌های هندسی متمایز خود بر روی سُفالینه‌هایشان که شباهت زیادی به سفال‌های به دست آمده از سایت باستان‌شناسی ناگساباران در شمال لوزون دارند، مورد توجه قرار گرفته‌اند. مردم
لاپیتا با مردم بومی گینه نو ازدواج‌های بین نژادی داشته و اجداد مستقیم مردم پُلی‌نِزی، میکرونزی شرقی، و جزیره ملانزی بوده‌اند.

## استنادات
- Allen, J. (1984). "In Search of the Lapita Homeland: Reconstructing the Prehistory of the Bismarck Archipelago". Journal of Pacific History. 19 (4): 186–187. doi:10.1080/00223348408572494.
- Bellwood, P. (1978). Man's conquest of the Pacific. London: Collins.
- Chino, K. (2002). "Lapita Pottery – Ties in the South Pacific". Wave of Pacifika. 8.
- Clark, G.; Anderson, Atholl; Vunidilo, T. (June 2000). The archaeology of Lapita dispersal in Oceania: papers from the 4th Lapita conference. Canberra: Pandanus Books. pp. 15–23.
- Noury, A. (2005). Le reflet de l'ame Lapita. Paris: Noury. ISBN 978-2-9524455-0-4.
- Noury, Arnaud; Galipaud J. -C. (2011). Les Lapita, nomades du Pacifique (french). France: IRD Editions.
- Noury, Arnaud (2012). Grammaire des décors lapita (french). France: Andromaque Editions.
- Noury, Arnaud (2013). Le Lapita: a l'origine des sociétés d'Oceanie (french). France: Lulu eds.
- Felgate, Matthew (2003) Reading Lapita in near Oceania : intertidal and shallow-water pottery scatters, Roviana Lagoon, New Georgia, Solomon Islands. University of Auckland PhD Thesis